# دنیل لیگتی
دنیل لیگتی (انگلیسی: Dániel Ligeti؛ زادهٔ ۳۱ ژوئیهٔ ۱۹۸۹) کشتی‌گیر اهل مجارستان است.  وی سابقه حضور در المپیک ۲۰۲۴ پاریس را دارد. 